# Mushuc Runa SC
Mushuc Runa Sporting Club is een professionele voetbalclub uit Ambato, Ecuador. De club werd opgericht op 2 januari 2003. De thuishaven is het Estadio Bellavista, dat plaats biedt aan 18.000 toeschouwers. Mushuc Runa SC promoveerde in 2011 naar de hoogste divisie, de Campeonato Ecuatoriano, dankzij de tweede plaats in de Serie B. In 2016 volgde degradatie uit de hoogste afdeling. In 2019 keerde de club terug. 

## Erelijst
- Serie B

Winnaar: 2018
Runner-up: 2011

## Bekende (oud-)spelers
- Rorys Aragón
- Félix Borja

América de Quito · 
Aucas ·
Barcelona ·
Delfín ·
Deportivo Cuenca ·
Deportivo Macará ·
Fuerza Amarilla · 
Guayaquil City · 
Mushuc Runa	· 
El Nacional · 
Emelec ·
Independiente del Valle ·
Olmedo · 
LDU Quito ·
Técnico Universitario ·
Universidad Católica